# Paradisier niedda
Lophorina niedda
Espèce

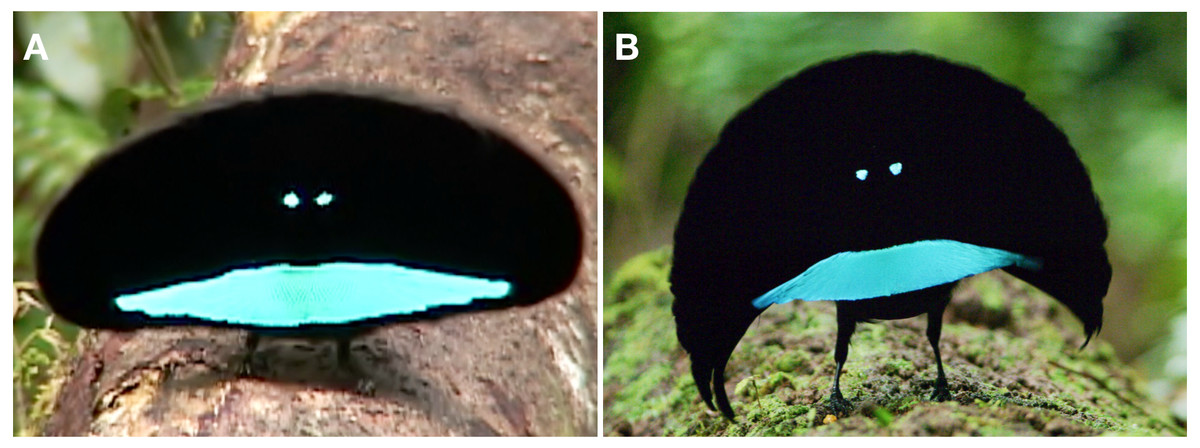
Paradisier niedda sur la photo B.

Le Paradisier niedda (Lophorina niedda) est une espèce d'oiseau de la famille des Paradisaeidae. L'espèce est endémique de la péninsule de Doberai en Papouasie occidentale et a longtemps été considéré comme une sous-espèce de Lophorina superba. Elle est considérée comme une espèce à part entière depuis 2018.

## Sous-espèces
- Lophorina niedda niedda
- Lophorina niedda inopinata